# Pashokia laeviscutum
Pashokia laeviscutum – gatunek kosarza z podrzędu Laniatores i rodziny Assamiidae.

## Występowanie
Gatunek występuje we wschodnich Himalajach.